# Chequia en el Festival de la Canción de Eurovisión
Chequia —hasta 2022 concursó como República Checa— es uno de los participantes más notables y recientes en el Festival de la Canción de Eurovisión. Aunque otros países del centro de Europa ya participaban (Polonia, Hungría y Eslovaquia) desde 1994, Chequia debutó en el 2007 durante la LII edición del Festival de la Canción de Eurovisión.
Chequia mostró interés en el festival cuando se registró para la edición del 2005, sin embargo el país se retiró con mucho tiempo de anticipación, diciendo que ya tenía dos eventos planeados en el 2005 y tres serían "demasiado de algo bueno". El factor financiero también jugó un papel importante.
En 2006, se esperaba que Chequia participara, pero el país rechazó la oportunidad, generando sorpresa de los demás miembros. La radiodifusora checa no tendría asegurado un lugar dentro de la final, sino que tendría que calificar a ella desde la semifinal y no estaba segura si el país debería arriesgarse y participar. El 19 de abril del 2006, un mes antes del Festival de la Canción de Eurovisión 2006, la radiodifusora confirmó su participación para el 2007.
El 10 de marzo del 2007 Chequia tuvo su primera final nacional llamada "Eurosong 2007". Hubo alrededor de diez candidatos para representar al país y sería el público quien decidiría quien debería ir a Helsinki. Una innovación presente en esta final nacional fue que el televoto se emitió a través de internet, la primera vez que un país europeo lo hace. El ganador fue la banda de rock Kabát y la canción "Malá Dáma".
Chequia hizo su primera aparición en el Festival de la Canción de Eurovisión en la semifinal del 2007. Junto con otros 27 países peleaban entrar dentro de los primeros 10 lugares para obtener un lugar en la final. Kabát no logró calificar al obtener solo un punto y quedar en la última posición. Solamente otros tres países han terminado en último lugar el año de su debut. A pesar de ello, Chequia participó en el festival de 2008 con Tereza Kerndlova y su canción "Have some fun" no logrando pasar de la semifinal en la que participó.
En la edición 2009 la canción Aven romale del grupo Gipsy.cz obtuvo los temidos "cero puntos" en su respectiva semifinal, siendo la última vez que se produjo esta incidencia en el festival hasta el 2015.Tras los malos resultados obtenidos en sus tres participaciones, y debido al poco interés del público checo en Eurovisión, Chequia decidió retirarse del Festival.
El 19 de noviembre de 2014, la Česká televize anunció que volverá a participar en el Festival de la Canción de Eurovisión 2015 después de 5 años de ausencia. A pesar de no haber podido clasificarse para la final, Chequia consigue su mejor resultado en una semifinal para ese momento, obteniendo la decimotercera posición con 33 puntos (Sistema de votos 2013-2015).
En el Festival de la Canción de Eurovisión 2016 por primera vez en su historia, Chequia consigue pasar a la final con la cantante Gabriela Gunčíková con la canción "I Stand". Además, logra obtener sus, hasta entonces, mejores resultados, con un noveno lugar en la semifinal con 161 puntos (4° del jurado con 120 y 12° del televoto con 41) y un puesto 25 en la final con 41 puntos, otorgados únicamente por el jurado. A pesar de quedar en penúltimo lugar y de no estar beneficiada por el televoto (Primer país en obtener 0 puntos, ya sea del jurado o del televoto, desde la implementación del nuevo sistema), constituye un logro al ser su primera vez en la gran final.
Se esperaba que para el Festival de la Canción de Eurovisión 2017 el país centroeuropeo lograra la hazaña de pasar a una final de forma consecutiva, para eso confiaron en Martina Bárta para llevar la bandera de su país con el tema "My turn". Los resultados fueron exitosos por un lado y desastrosos por el otro: Aparte de no lograr pasar a la final quedando en el 13° lugar de su semifinal (Repitiendo el mismo resultado de 2015) con 83 puntos, los jurados fueron los que le dieron la confianza para poder pasar a la final, facturando una séptima posición con 81 puntos; pero el televoto hizo de las suyas como en la final de 2016, ya que tenía opiniones o razones totalmente diferentes para otorgarle solamente 2 puntos, haciendo que se facture el último lugar entre los participantes. 
En el Festival de la Canción de Eurovisión 2018, de la mano del cantante Mikolas Josef y su tema "Lie to Me", consigue su segunda clasificación para la final del certamen, tras superar la semifinal en tercera posición con 232 puntos. Además, logra conseguir el mejor resultado de su historia, al entrar por primera vez en la lista de los diez mejores, quedando finalmente en una meritoria sexta posición con 281 puntos. Semanas previas al festival, el cantante proveniente de Praga sufre una lesión el su espalda después de intentar un salto mortal durante los ensayos; a pesar del rumor que existió sobre el retiro de los checos de Lisboa, Josef logró recuperarse para la semifinal y, además, la cadena suspendió toda actividad acrobática que comprometa la salud, tanto de su artista como de los bailarines. Finalmente el cantante logra realizar la acrobacia y los resultados fueron sorprendentes para un país que intentó todo para estar entre la élite europea. Según las casas de las apuestas certificadas, este era uno de los favoritos para ganar el festival, gracias al estilo innovador y las mejoras que logró llevar, tanto la cadena de radiodifusión Česká televize, como la industria musical del país bohemio. 
En 2019, Chequia logra, por primera vez, pasar a una segunda final de manera consecutiva de manos de Lake Malawi y su tema "Friend of a Friend", que constituye para el país centroeuropeo un logro en la historia, tanto musical como colectiva, dejando de lado esos malos resultados que opacaron alguna vez su pasado. Después de la gran final se reveló que los cambios y las estructuraciones que ha tenido desde el año 2016 habían dado sus frutos: Chequia logró su merecido cupo a la final quedando en segundo lugar de su semifinal con 242 puntos (Siendo superado por Australia) y en aquella final logró obtener un 11° puesto con 157 puntos. Cabe destacar que este fue uno de los dos países que no estuvo involucrado en el error de votos otorgados por Bielorrusia en la Gran Final. Posteriormente, este grupo participaría en la Final Nacional de Polonia (Szansa na Sukces) para el Festival del 2020.
En 2020 fue elegido Benny Cristo mediante Final Nacional con el tema "Kemama". Desafortunadamente el Festival de la Canción de Eurovisión 2020, que se iba a realizar en la ciudad neerlandesa de Róterdam, sería cancelado debido a la crisis sanitaria por la pandemia de COVID-19, que hasta el momento se encuentra azotando a todo el continente europeo y al mundo en general. Benny fue parte de las alternativas que ha planeado la UER: El Eurovision Home Concerts. En 2021 la radiodifusora confirmó la participación del joven de ascendencia angoleña en Róterdam con el tema Omaga, pero los resultados no estuvieron a su favor en esa ocasión, ya que obtuvo 23 puntos (Del jurado), quedando en la posición 15 de la segunda semifinal.
En 2022, el grupo de electropop We Are Domi con su tema "Lights Off", logró ganar el ESCZ 2022, así ganándose el derecho de representar al país bohemio en el Festival en Turín. Sorpresivamente, tras una gran presentación llena de luces, el grupo clasificó a la final por cuarta vez en su historia (Cuarta posición con 227 puntos, siendo superados por los representantes de Suecia, Australia y Serbia), pero en la final se tuvo que conformar con la posición 22 con 38 puntos (33 del jurado y 5 del televoto)
Hasta el 2016, Chequia es uno de los países con peor trayectoria del festival; en ese entonces era uno de los únicos, junto con la retirada Andorra, que nunca había calificado para una final del certamen, y ha quedado dos veces últimos en semifinales, más que ningún otro. Hasta el 2022 registra un promedio de 51,7 puntos en finales y 101,1 puntos en semifinales, y suele rondar en las posición promedio 16 en finales y posición promedio 12,3 en semifinales.

## Participaciones
Leyenda
     Ganador
     Segundo puesto
     Tercer puesto
     Cuarto o quinto puesto (Top 5)
     Último puesto
| Año                            | Sede      | Artista                           | Canción              | Final              | Pts.               | Semifinal          | Pts.               |
| ------------------------------ | --------- | --------------------------------- | -------------------- | ------------------ | ------------------ | ------------------ | ------------------ |
| 2007                           | Helsinki  | Kabát                             | «Malá dáma»          | No se clasificó    | No se clasificó    | 28                 | 1                  |
| 2008                           | Belgrado  | Tereza Kerndlová                  | «Have some fun»      | No se clasificó    | No se clasificó    | 18                 | 9                  |
| 2009                           | Moscú     | Gipsy.cz                          | «Aven romale»        | No se clasificó    | No se clasificó    | 18                 | 0                  |
| No participó entre 2010 y 2014 |           |                                   |                      |                    |                    |                    |                    |
| 2015                           | Viena     | Marta Jandová y Václav Noid Bárta | «Hope never dies»    | No se clasificó    | No se clasificó    | 13                 | 33                 |
| 2016                           | Estocolmo | Gabriela Gunčíková                | «I stand»            | 25                 | 41                 | 9                  | 161                |
| 2017                           | Kiev      | Martina Bárta                     | «My turn»            | No se clasificó    | No se clasificó    | 13                 | 83                 |
| 2018                           | Lisboa    | Mikolas Josef                     | «Lie to me»          | 6                  | 281                | 3                  | 232                |
| 2019                           | Tel Aviv  | Lake Malawi                       | «Friend of a friend» | 11                 | 157                | 2                  | 242                |
| 2020                           | Róterdam  | Benny Cristo                      | «Kemama»             | Festival cancelado | Festival cancelado | Festival cancelado | Festival cancelado |
| 2021                           | Róterdam  | Benny Cristo                      | «Omaga»              | No se clasificó    | No se clasificó    | 15                 | 23                 |
| 2022                           | Turín     | We Are Domi                       | «Lights off»         | 22                 | 38                 | 4                  | 227                |
| 2023                           | Liverpool | Vesna                             | «My Sister's Crown»  | 10                 | 129                | 4                  | 110                |
| 2024                           | Malmö     | Aiko                              | «Pedestal»           | No se clasificó    | No se clasificó    | 11                 | 38                 |
| 2025                           | Basilea   | Adonxs                            | «Kiss Kiss Goodbye»  | No se clasificó    | No se clasificó    | 12                 | 29                 |

## Votación de Chequia
Hasta 2025, la votación de Chequia ha sido:
| Más puntos otorgados solo en la gran final | Más puntos otorgados solo en la gran final | Más puntos otorgados solo en la gran final |
| Pos.                                       | País                                       | Puntos                                     |
| ------------------------------------------ | ------------------------------------------ | ------------------------------------------ |
| 1                                          | Ucrania                                    | 142                                        |
| 2                                          | Suecia                                     | 100                                        |
| 3                                          | Armenia                                    | 67                                         |
| 4                                          | Azerbaiyán                                 | 60                                         |
| 5                                          | Rusia                                      | 58                                         |

| Más puntos otorgados en semifinales y final | Más puntos otorgados en semifinales y final | Más puntos otorgados en semifinales y final |
| Pos                                         | País                                        | Puntos                                      |
| ------------------------------------------- | ------------------------------------------- | ------------------------------------------- |
| 1                                           | Suecia                                      | 154                                         |
| 1                                           | Ucrania                                     | 154                                         |
| 2                                           | Israel                                      | 128                                         |
| 3                                           | Armenia                                     | 116                                         |
| 4                                           | Azerbaiyán                                  | 113                                         |

| Más puntos recibidos solo en la final | Más puntos recibidos solo en la final | Más puntos recibidos solo en la final |
| Pos.                                  | País                                  | Puntos                                |
| ------------------------------------- | ------------------------------------- | ------------------------------------- |
| 1                                     | Islandia                              | 32                                    |
| 2                                     | Finlandia                             | 30                                    |
| 3                                     | Croacia                               | 29                                    |
| 3                                     | Eslovenia                             | 29                                    |
| 4                                     | Austria                               | 27                                    |

| Más puntos recibidos en semifinales y final | Más puntos recibidos en semifinales y final | Más puntos recibidos en semifinales y final |
| Pos.                                        | País                                        | Puntos                                      |
| ------------------------------------------- | ------------------------------------------- | ------------------------------------------- |
| 1                                           | Israel                                      | 88                                          |
| 2                                           | Finlandia                                   | 85                                          |
| 3                                           | Islandia                                    | 84                                          |
| 4                                           | España                                      | 79                                          |
| 5                                           | Croacia                                     | 75                                          |

## 12 puntos
- Chequia ha dado 12 puntos a:

| Año                         | País    |
| --------------------------- | ------- |
| 2007                        | Serbia  |
| 2008                        | Ucrania |
| 2009                        | Armenia |
| No participó de 2010 a 2014 |         |
| 2015                        | Suecia  |

| Año  | Jurado     | Televoto   |
| ---- | ---------- | ---------- |
| 2016 | Hungría    | Armenia    |
| 2017 | Australia  | Azerbaiyán |
| 2018 | Israel     | Israel     |
| 2019 | Eslovenia  | San Marino |
| 2021 | Portugal   | Moldavia   |
| 2022 | Suecia     | Serbia     |
| 2023 | Sin jurado | Israel     |
| 2024 | Sin jurado | Israel     |
| 2025 | Sin jurado | Israel     |

| Año                         | País       |
| --------------------------- | ---------- |
| 2007                        | Ucrania    |
| 2008                        | Armenia    |
| 2009                        | Armenia    |
| No participó de 2010 a 2014 |            |
| 2015                        | Azerbaiyán |

| Año  | Jurado      | Televoto |
| ---- | ----------- | -------- |
| 2016 | Suecia      | Ucrania  |
| 2017 | Portugal    | Bulgaria |
| 2018 | Israel      | Ucrania  |
| 2019 | Suecia      | Rusia    |
| 2021 | Portugal    | Moldavia |
| 2022 | Reino Unido | Ucrania  |
| 2023 | Ucrania     | Ucrania  |
| 2024 | Ucrania     | Ucrania  |
| 2025 | Alemania    | Ucrania  |

## Galería de imágenes
|                          |
| Kabát en Helsinki (2007) |

|                                     |
| Tereza Kerndlová en Belgrado (2008) |

|                                                   |
| Marta Jandová y Václav Noid Bárta en Viena (2015) |

|                                        |
| Gabriela Gunčíková en Estocolmo (2016) |

|                              |
| Martina Bárta en Kiev (2017) |

|                                |
| Mikolas Josef en Lisboa (2018) |

|                                |
| Lake Malawi en Tel Aviv (2019) |

|                             |
| We Are Domi en Turin (2022) |

|                           |
| Vesna en Liverpool (2023) |

|                      |
| Aiko en Malmö (2024) |